# Technomyrmex andrei
Technomyrmex andrei es una especie de hormiga del género Technomyrmex, subfamilia Dolichoderinae. Fue descrita científicamente por Emery en 1899.
Se distribuye por Angola, Camerún, República Centroafricana, República Democrática del Congo, Gabón, Ghana, Guinea, Costa de Marfil, Kenia, Liberia, Nigeria y Uganda. Se ha encontrado a elevaciones de hasta 1800 metros. Vive en microhábitats como la hojarasca y troncos podridos.